# Horst Burbulla

Horst Burbulla mit seinem Oscar

Horst Burbulla (* 1959 in Ortelsburg (Szczytno), Polen) ist ein deutscher Erfinder und Unternehmer.

## Leben und Arbeit
Burbullas Eltern waren Bauern im ostpolnischen Szczytno im ehemaligen Ostpreußen. Burbulla wurde in Polen geboren und kam im Alter von sechs Jahren mit seiner Familie nach Troisdorf. Mit 17 zog er nach Bonn und arbeitete zehn Jahre lang als Krankenpfleger. Anfang der 1980er Jahre drehte er in Bonn und auf Island seinen ersten Film, Liebe und Tod. Die nordrhein-westfälische Filmförderung unterstützte den Film mit 100.000 DM, was allerdings nicht ausreichte, um eine flexibel fahrbare Kamera zu mieten. So baute sich Burbulla ein eigenes Modell, das ein Kamerakran-System mit einem Teleskop-Mechanismus kombinierte. 1982 gründete er das Unternehmen Orion. Der Film Liebe und Tod wurde zwar auf dem Internationalen Filmfestival von Locarno gezeigt, mehr Aufsehen erregte Burbulla aber mit seiner neuen Erfindung, die Technovision London erstmals 1986 auf einer Messe, der Photokina in Köln, präsentierte. Für 35.000 DM konnte er ein Exemplar seines Krans an ein römisches Filmunternehmen verkaufen. Noch im selben Jahr wurde sein Kamerakran für den Film Falsches Spiel mit Roger Rabbit eingesetzt und schaffte damit den internationalen Durchbruch.
Zunächst wurde Burbulla in London von Technovision finanziert, wo er die Teile für seine Kräne in deren Auftrag fertigte. Nach der Wende verlegte er den Betrieb dann 1990 nach Pilsen in Tschechien, wo das Unternehmen mittlerweile 60 Angestellte beschäftigt und einen Umsatz von mehreren Millionen Euro erwirtschaftet. Burbullas Teleskopkräne brachten neue Möglichkeiten des Einsatzes von Kamerakränen bei Film- und Fernsehaufnahmen. Vor allem bei komplizierten Kamerafahrten in Actionfilmen kommt die Technik zum Einsatz. Für seine Erfindung erhielt Burbulla 2005 gemeinsam mit den Franzosen Jean-Marie Lavalou, Alain Masseron und David Samuelson, deren Kamerakran-Arbeiten die Grundlage für diejenigen Burbullas bildeten, den Oscar in der Kategorie Technik (Academy Award of Merit, Class I).
Im Jahr 2021 plante Burbulla den Bau eines Veranstaltungsturms namens Aire am Rande der Bonner Rheinaue. Zur Umsetzung hat Burbulla einen Showroom eingerichtet und ein Bürgerbegehren gestartet. Das Architekturprojekt wird kontrovers diskutiert.